# Crüger (cràter)

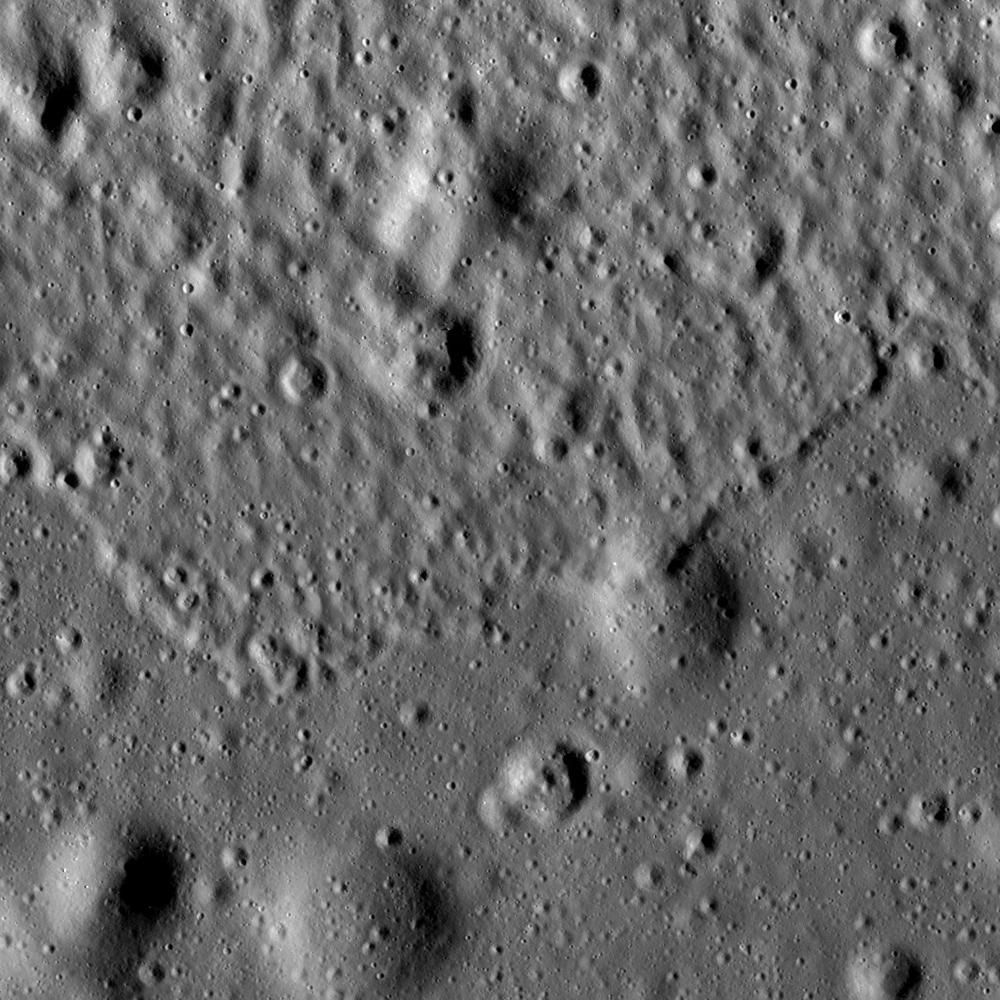
Fotografia de la missió Lunar Reconnaissance Orbiter

Crüger és un cràter d'impacte que es troba en la part occidental de la Lluna, al nord-est de la plana emmurallada del molt més gran cràter Darwin.
La característica més distintiva d'aquest cràter és el seu sòl interior molt fosc, amb un dels albedos més baixos de tota la Lluna. La superfície ha estat recoberta per fluxos de lava basàltica i només ha estat exposat a una quantitat mínima de deposició dels materials expulsats per altres impactes. El seu sòl manca gairebé per complet de trets distintius, amb només un petit cràter prop del centre i alguns altres impactes encara més diminuts. La vora externa és baixa i gairebé circular, i no ha estat modificada de manera significativa per altres impactes.

## Cràters satèl·lit
Per convenció aquests elements són identificats en els mapes lunars posant la lletra en el costat del punt central del cràter que està més prop de Crüger.